# NN-268
La carretera NN‑268 es una vía departamental secundaria ubicada en el departamento de Chinandega, al occidente de Nicaragua. Con una longitud de 6.85 kilómetros, esta carretera conecta el empalme de Los Laureles con la comunidad de El Tambor. Fue inaugurada en 2024 como parte del plan de mejoramiento vial rural impulsado por el MTI.

## Trazado y cruces
La siguiente tabla muestra su recorrido, localidades y principales conexiones:
| km   | Localidad                  | Departamento | Conexión / Ruta |
| ---- | -------------------------- | ------------ | --------------- |
| 0.0  | Empalme Los Laureles       | Chinandega   |                 |
| 3.2  | Comunidad rural intermedia | Chinandega   |                 |
| 6.85 | Escuela El Tambor          | Chinandega   |                 |